# State Development and Investment Corporation
State Development and Investment Corporation (сокращённо SDIC, «Государственная корпорация развития и инвестиций») — китайский государственный многопрофильный инвестиционный холдинг, основные интересы которого сосредоточены в сфере энергетики, финансовых услуг, строительства, инфраструктуры, химической промышленности и добычи сырья.

## История
Компания была основана в 1995 году в Пекине. По состоянию на 2015 год под управлением SDIC находилось активов на сумму 200 млрд долларов, однако её угольный бизнес понёс убытков на 519 млн долларов. В июне 2022 года SDIC была преобразована в государственную инвестиционную компанию. К концу 2023 года SDIC Group имела уставной капитал в 33,8 млрд юаней, общие активы в 838,3 млрд юаней, оборот в 214 млрд юаней и около 50 тыс. сотрудников.

## Структура
В состав SDIC входит несколько сотен дочерних и аффилированных компаний, в том числе публичные (листинговые) компании SDIC Power Holdings, SDIC Capital, SDIC Zhonglu Fruit Juice, SDIC Intelligence Xiamen Information, COMPLANT, YAPP Automotive Systems, China High-Speed Railway Technology, Tongyizhong New Material и Zhongxin Fruit and Juice.

### Энергетика, инфраструктура и сырьё
- SDIC Power Holdings (SDIC Power) — инвестиции в электроэнергетику, в том числе в тепловые, солнечные, ветровые и гидроэлектростанции. Основана в 1996 году, штаб-квартира расположена в Пекине, более 10,2 тыс. сотрудников; в 2023 году продажи компании составили 56,3 млрд юаней, активы — 277,3 млрд юаней, прибыль — 6,7 млрд юаней[8][9][10][11].
  - Yalong River Hydropower Development (Yalong Hydro) — инвестиции в электроэнергетику, в том числе в гидроэлектростанции, солнечные и ветровые электростанции. Основана в 1989 году, штаб-квартира расположена в Чэнду[12][13].
  - NewSky Energy Thailand — производство электроэнергии из отходов; основана в 2015 году, штаб-квартира расположена в Бангкоке[14][15].
  - Red Rock Power — инвестиции в ветряную энергетику Великобритании[16].
- SDIC Communications Holding — инвестиции в инфраструктуру, в том числе в угольные порты, железные дороги, нефте- и газопроводы[17].
  - SDIC Caofeidian Port — управляет угольным портом в районе Цаофэйдянь (ежегодная перевалка около 100 млн тонн угля из Шаньси и Внутренней Монголии)[18].
- SDIC Mining Investment — инвестиции в добычу и переработку сырьевых ресурсов (главным образом калийные и фосфорные удобрения, а также чёрные и цветные металлы, нефть и газ, строительные материалы). Основана в 1993 году; среди крупнейших активов — SDIC Xinjiang Luobupo Potash (КНР), SDIC Jincheng Metallurgy (КНР), PT SDIC Papua Cement (Индонезия) и Arab Potash Company (Иордания)[19][20].
  - SDIC Xinjiang Luobupo Potash — производит сульфат калия и калийно-магниевые удобрения из сырья, добываемого в озере Лобнор (Синьцзян). Основана в 2000 году, штаб-квартира расположена в Хами, более 3 тыс. сотрудников[21][22].

### Экология, наука и цифровые технологии
- China National Complete Plant Import and Export Group Corporation (COMPLANT) — инвестиции в охрану окружающей среды (очистка воды, переработка твёрдых отходов), внешняя торговля, производство сахара, строительство за рубежом транспортной и энергетической инфраструктуры, промышленных предприятий, культурных и спортивных объектов. Основана в 1959 году, штаб-квартира расположена в Пекине, в 2023 году продажи компании составили 3,06 млрд юаней. Среди крупнейших активов — Tialoc Group, China Water Environment Group, SDIC Ecological Environment Investment Development и Complant International Sugar Industry[23][24][25][26][27].
- China SDIC Gaoxin Industrial Investment — венчурные инвестиции и управление активами в сфере новых материалов, цветных металлов, «зелёной» энергетики, промышленного оборудования и роботов, электромобилей, железнодорожного электрооборудования, полупроводников, информационных технологий, фармацевтики, биотехнологий и здравоохранения. Основана в 1989 году, штаб-квартира расположена в Пекине. SDIC Gaoxin и её дочерние фонды имеют инвестиции в CATL, BYD, NIO, CanSino Biologics, Innovent Biologics, Qi An Xin Technology Group, Cambricon Technologies, China High-Speed Railway Technology и другие компании[28][29].
- SDIC Chuangyi Industry Fund Management — инвестиции в добычу и переработку сырья, электронную коммерцию, энергетику, а также в проекты по борьбе с бедностью и проекты развития сельской местности[30][31].
- SDIC Intelligence — инвестиции в компании цифровой экономики (в том числе в проекты цифровой инфраструктуры и оборудования, компьютерной безопасности, больших данных и облачных услуг, а также в цифровые активы в сфере общественной безопасности, здравоохранения и медицинских услуг); основана в 2016 году[32][33][34].
  - SDIC Intelligence Xiamen Information — услуги и продукты в области кибербезопасности (анализ электронных данных, сетевая безопасность, большие данные и искусственный интеллект). Основана в 1999 году, штаб-квартира расположена в Сямэне, более 3,6 тыс. сотрудников; в 2023 году продажи компании составили 1,98 млрд юаней[35][36][37][38].
- SDIC Health Industry Investment (SDIC Health) — инвестиции в сектор здравоохранения, в том числе в больницы и учреждения по уходу за пожилыми людьми; основана в 2016 году[39][40].
- SDIC Biotech Investment — инвестиции в сектор биотоплива, в том числе в производство биоэтанола[41].
- SDIC Inspection, Testing and Certification — проводит инспектирования, проверки, испытания, сертификации, аккредитации и стандартизации товаров, оборудования и услуг[42].
- YAPP Automotive Systems — производство автомобильных комплектующих, в том числе пластиковых топливных баков и масляных трубок. Основана в 1988 году, штаб-квартира расположена в Янчжоу, около 3,6 тыс. сотрудников; в 2023 году продажи компании составили 8,58 млрд юаней, активы — 6,42 млрд юаней[43][44][45][46][47].
- China High-Speed Railway Technology (CHSR) — производство и обслуживание механического, электротехнического и сигнального оборудования для скоростных железных дорог и городского железнодорожного транспорта, оборудования для сварки рельсов, управление движением через облачные системы. Основана в 1997 году, штаб-квартира расположена в Пекине, более 3 тыс. сотрудников; в 2023 году продажи компании составили 2,51 млрд юаней, активы — 10,65 млрд юаней[48][49][50].
- China Electronics Engineering Design Institute (CEEDI) — инженерные услуги и разработка проектов; основана в 1953 году[51].

### Финансовые и деловые услуги, агробизнес и здоровье
- SDIC Capital — комплексные финансовые услуги, в том числе брокерские операции с ценными бумагами и фьючерсами, управление активами, инвестиционные и банковские услуги, страховые и трастовые услуги. Основана в 1997 году, штаб-квартира расположена в Пекине, более 7,8 тыс. сотрудников; в 2023 году продажи компании составили 19,2 млрд юаней, активы — 280,1 млрд юаней, операционная прибыль — 11,57 млрд юаней, чистая прибыль — 2,35 млрд юаней[52][53][54][55][56][57].
  - Rongshi International Holding — зарубежные финансовые операции, инвестиции и управление активами; основана в 2011 году, штаб-квартира расположена в Гонконге[58][59].
  - SDIC Leasing — лизинговые услуги; штаб-квартира расположена в Шанхае.
  - SDIC Securities — брокерские операции с ценными бумагами, страховые брокерские услуги, финансовый консалтинг, инвестиционный банкинг, управление капиталом и активами; основана в 2006 году, штаб-квартиры расположены в Шанхае и Гонконге[60][61].
- China SDIC International Trade (SDIC Trade) — внешняя торговля зерном, продуктами питания, текстилем и хлопком; логистика, складское хозяйство и инвестиции в промышленные активы. Основана в 1984 году, штаб-квартира расположена в Пекине, продажи компании составили 45 млрд юаней, активы — 19,6 млрд юаней[62].
  - Beijing Tongyizhong New Material Technology Corporation (BJTYZ) — производство полиэтиленового волокна и композиционных материалов. Основана в 1999 году, штаб-квартира расположена в Пекине, более 0,9 тыс. сотрудников; в 2023 году продажи компании составили 640 млн юаней, операционная прибыль — 247,7 млн юаней[63][64][65][66].
- SDIC Finance — финансовые услуги, в том числе управление фондами, финансовый менеджмент, консалтинг и лизинг; основана в 2009 году, штаб-квартира расположена в Пекине[67][68].
- SDIC Venture Capital — венчурные инвестиции в высокотехнологические стартапы (полупроводники, лазеры, роботы, станки, аэрокосмическое, железнодорожное и нефтяное оборудование, электронная коммерция, цифровая безопасность, облачные вычисления, большие данные, искусственный интеллект, интернет вещей, «зелёная» энергетика, электромобили, охрана окружающей среды, новые материалы, биомедицина и биофармацевтика); основана в 2016 году, штаб-квартира в Пекине[69][70].
- SDIC Zhonglu Fruit Juice — производство фруктовых и овощных соков, концентратов и напитков, а также фруктозы, специй и кормов. Основана в 2001 году, штаб-квартира расположена в Пекине, более 1,25 тыс. сотрудников; в 2023 году продажи компании составили 1,48 млрд юаней, активы — 2,41 млрд юаней[71][72][73][74].
  - Zhongxin Fruit & Juice — производство фруктовых соков и концентратов, а также кормов. Основана в 2002 году, штаб-квартира расположена в Сингапуре[75][76][77].
- SDIC Asset Management — управление активами, в том числе реформирование и продажа проблемных государственных активов[78].
- SDIC Human Resources Service — управление кадровыми ресурсами и подбор персонала[79].
- China National Investment Consulting — инвестиционно-консалтинговые услуги, в том числе оценка рисков, подготовка проектов и тендеров, контроль закупок[80].

### Зарубежные активы
Зарубежные активы State Development and Investment Corporation расположены в Таиланде (NewSky Energy), Сингапуре (Zhongxin Fruit & Juice и Tialoc Group), Индонезии (PT SDIC Papua Cement), Иордании (Arab Potash Company) и Великобритании (Red Rock Power / Benbrack Onshore Wind Power).